# Андреев, Валерий Георгиевич
Валерий Георгиевич Андреев (р. 1958) — советский и российский физико-химик. Почётный гражданин города Кузнецка.

## Краткая биография
Родился 14 июля 1958 года в Алдиарово (ныне Чувашия). В 1965—1972 годах учился в шоркистринской средней школе. В 1972—1972 годах учился в чебоксарской школе-интернате № 2 с углубленным изучением физики и математики при Чувашском государственном университете. В 1980 году окончил факультет полупроводниковых материалов и приборов МИСиС. В 1985 году защитил кандидатскую диссертацию, в 2005 году — докторскую. С 2002 по 2015 годы заведовал кафедрой естественнонаучных и технических дисциплин КИИУТ, филиал Пензенского государственного университета.

## Направления научной деятельности
Научная деятельность связана с исследованиями в области  сегнетоэлектричества, ферримагнетизма, суперпарамагнетизма, самораспространяющегося высокотемпературного синтеза, свойств поверхности воды, реологии дисперсных систем, в частности реологии концентрированных водных суспензий оксидной керамики, пьезокерамики и ферритов. Разработаны ПАВ на основе полиэлектролитов, позволяющие получить концентрированные устойчивые водные суспензии с малой вязкостью. Автор 3 монографий, свыше 200 научных трудов, обладатель 65 патентов и авторских свидетельств.

## Награды и премии
- Государственная премия Российской Федерации (1996) — за цикл работ по разработке технологии самораспространяющегося высокотемпературного синтеза ферритовых материалов[2].